# Meridiano 123 W
O meridiano 123 W é um meridiano que, partindo do Polo Norte, atravessa o Oceano Ártico, América do Norte, Oceano Pacífico, Oceano Antártico, Antártida e chega ao Polo Sul. Forma um círculo máximo com o Meridiano 57 E.
Começando no Polo Norte, o meridiano 123º Oeste tem os seguintes cruzamentos:
| País, território ou mar  | Notas |
| ------------------------ | --- |
| Oceano Ártico            | |
| Canadá                   | Ilha Prince Patrick, nos Territórios do Noroeste                                                                                       |
| Estreito de McClure      | |
| Canadá                   | Ilha Banks, Territórios do Noroeste |
| Golfo de Amundsen        | |
| Canadá                   | Territórios do Noroeste - passa no Parque Nacional Tuktut Nogait e Grande Lago do Urso Colúmbia Britânica - passa a leste de Vancouver |
| Baía Boundary            | |
| Estados Unidos           | Washington - Ilhas San Juan: Ilha Orcas, Ilha Shaw e Ilha San Juan                                                                     |
| Estreito de Juan de Fuca | |
| Estados Unidos           | Washington Oregon - passa em Salem Califórnia                                                                                          |
| Oceano Pacífico          | |
| Estados Unidos           | Califórnia - Point Reyes |
| Oceano Pacífico          | |
| Estados Unidos           | Califórnia - Ilha Farallon Sudeste, nas Ilhas Farallon                                                                                 |
| Oceano Pacífico          | |
| Oceano Antártico         | |
| Antártida                | Território Antártico Australiano, reclamado pela Austrália                                                                             |